# Golondrinas
Le golondrinas sono imbarcazioni da diporto che si trovano nel porto della città di Barcellona e che permettono di costeggiare la città catalana e di goderne il profilo dal mare. 
L'idea della creazione di queste imbarcazioni venne a Feliciana Goñi, che diede loro il nome di golondrinas ("rondini", in italiano). Vennero inaugurate nel 1888 durante l'Esposizione Universale di Barcellona e in un primo momento il servizio disponeva di tre sole barche, azionate da un motore a vapore e con una capacità di venti passeggeri, seduti allo stesso livello al di sotto di un ponte di legno per esser protetti dagli agenti atmosferici.
Il più grave incidente si è verificato nel novembre 1922, quando una collisione tra una barca e una golondrina provocò dieci morti e diversi feriti.
L'imbarcadero si trova nella Plaça Portal de la Pau di fronte al monumento a Colombo, alla fine de Las Ramblas.